# Pirații din Pacific
Pirații din Pacific este un film românesc din 1975 regizat de Sergiu Nicolaescu după un roman de Jules Verne. Rolurile principale au fost interpretate de actorii Marc di Napoli, Constantin Băltărețu, Mihai Berechet. Versiunea de film realizată în România a serialului Doi ani de vacanță s-a numit Pirații din Pacific și Insula comorilor (1976).

## Prezentare
Nava deținută de lordul Buchanan, pleacă într-o călătorie în jurul lumii. Nepotul lordului Doniphan și prietenii săi au fost duși pe navă ca asistenți.
O sticlă cu un mesaj, coordonatele unei mici insule, un țărm pustiu, doi marinari care mor de foame ... Ei (marinarii) se dovedesc a fi pirați care, cu ajutorul camarazilor lor, au decis să smulgă o răscumpărare de la părinții bogați ai eroilor acestui film.

## Distribuție
Distribuția filmului este alcătuită din:
- Werner Pochath — Forbes
- Franz Seidenschwan — Dick Sand
- Constantin Bărbulescu — Lord Buchanan
- Didier Gaudron — Briant
- Mihai Berechet — Căpitanul Hull
- Constantin Băltărețu — O'Brien
- Angela Chiuaru — Dna. Weldon
- Marc din Napoli — Doniphan
- Cristian Șofron — Service
- Aurel Giurumia — Bucătarul
- Constantin Diplan — Tom Cane